# میرزا ابراهیم خان منشی
میرزا ابراهیم خان منشی‌ از سیاستمداران ایرانی بود، که در دوره دوم بعنوان نماینده اصفهان در مجلس شورای ملی حضور داشت.